# Bitcoin-банкомат
Криптома́т (Bitcoin-банкома́т) — електронний програмно-технічний комплекс із вмонтованою спеціалізованою ЕОМ, призначений для здійснення автоматизованих операцій обміну наявних грошових коштів на Bitcoin і навпаки.
Перший банкомат з'явився 2013 році у Канаді (так, наприклад, звичайний банкомат був відкритий ще в 1967 році).

## В Україні
Перший Bitcoin-банкомат відкрився у квітні 2017 року в Одесі. Станом на квітень 2018 рік в Україні було мінімум 4 таких банкомати — у Києві, Одесі, Хмельницькому та Миколаєві, згодом банкомати відкрили в Харкові, Дніпрі та Львові. На червень 2019 року в Україні працювало 11 Bitcoin-банкоматів. Замість «Bitcoin-банкомат» іноді вживають термін «криптомат».